# Derek and the Dominos/Diskografie
Diese Diskografie ist eine Übersicht über die musikalischen Werke der multinationalen Rockband Derek and the Dominos. Den Schallplattenauszeichnungen zufolge hat sie bisher mehr als 2,2 Millionen Tonträger verkauft. Ihre erfolgreichste Veröffentlichung ist die Single Layla mit über 1,1 Millionen verkauften Einheiten.

## Alben

### Studioalben
| Jahr | Titel Musiklabel | Höchstplatzierung, Gesamtwochen, AuszeichnungChartplatzierungen (Jahr, Titel, Musiklabel, Platzierungen, Wochen, Auszeichnungen, Anmerkungen) | Höchstplatzierung, Gesamtwochen, AuszeichnungChartplatzierungen (Jahr, Titel, Musiklabel, Platzierungen, Wochen, Auszeichnungen, Anmerkungen) | Höchstplatzierung, Gesamtwochen, AuszeichnungChartplatzierungen (Jahr, Titel, Musiklabel, Platzierungen, Wochen, Auszeichnungen, Anmerkungen) | Anmerkungen                                                |
| Jahr | Titel Musiklabel | DE | UK | US | Anmerkungen                                                |
| ---- | --- | --- | --- | --- | ---------------------------------------------------------- |
| 1970 | Layla and Other Assorted Love Songs auch bekannt als: The Layla Sessions: 20th Anniversary Edition RSO Records (Polydor) | DE69 (1 Wo.)DE | UK68 Gold · (1 Wo.)UK | US16 Gold · (82 Wo.)US | Erstveröffentlichung: 9. November 1970 Verkäufe: + 600.000 |

### Livealben
| Jahr | Titel Musiklabel                       | Höchstplatzierung, Gesamtwochen, AuszeichnungChartplatzierungen (Jahr, Titel, Musiklabel, Platzierungen, Wochen, Auszeichnungen, Anmerkungen) | Höchstplatzierung, Gesamtwochen, AuszeichnungChartplatzierungen (Jahr, Titel, Musiklabel, Platzierungen, Wochen, Auszeichnungen, Anmerkungen) | Höchstplatzierung, Gesamtwochen, AuszeichnungChartplatzierungen (Jahr, Titel, Musiklabel, Platzierungen, Wochen, Auszeichnungen, Anmerkungen) | Anmerkungen                                           |
| Jahr | Titel Musiklabel                       | DE | UK | US | Anmerkungen                                           |
| ---- | -------------------------------------- | --- | --- | --- | ----------------------------------------------------- |
| 1973 | In Concert RSO Records (Polydor)       | — | UK36 (1 Wo.)UK | US20 Gold · (21 Wo.)US | Erstveröffentlichung: Januar 1973 Verkäufe: + 500.000 |
| 1994 | Live at the Fillmore Polydor (Polydor) | — | — | — | Erstveröffentlichung: 22. Februar 1994                |

## Singles
| Jahr | Titel Album                                           | Höchstplatzierung, Gesamtwochen, AuszeichnungChartplatzierungen (Jahr, Titel, Album, Platzierungen, Wochen, Auszeichnungen, Anmerkungen) | Höchstplatzierung, Gesamtwochen, AuszeichnungChartplatzierungen (Jahr, Titel, Album, Platzierungen, Wochen, Auszeichnungen, Anmerkungen) | Höchstplatzierung, Gesamtwochen, AuszeichnungChartplatzierungen (Jahr, Titel, Album, Platzierungen, Wochen, Auszeichnungen, Anmerkungen) | Anmerkungen                                           |
| Jahr | Titel Album                                           | DE | UK | US | Anmerkungen                                           |
| ---- | ----------------------------------------------------- | --- | --- | --- | ----------------------------------------------------- |
| 1970 | Tell the Truth Layla and Other Assorted Love Songs    | — | — | — | Erstveröffentlichung: 14. September 1970              |
| 1971 | Bell Bottom Blues Layla and Other Assorted Love Songs | — | — | US91 (2 Wo.)US | Erstveröffentlichung: Januar 1971                     |
| 1971 | Layla Layla and Other Assorted Love Songs             | — | UK4 Platin · (21 Wo.)UK | US78 (7 Wo.)US | Erstveröffentlichung: März 1971 Verkäufe: + 1.140.000 |
| 1973 | Why Does Love Got to Be So Sad (Live) In Concert      | — | — | — | Erstveröffentlichung: Februar 1973                    |

## Videoalben
| Jahr | Titel Musiklabel                                          | Anmerkungen                              |
| ---- | --------------------------------------------------------- | ---------------------------------------- |
| 2013 | Layla and Other Assorted Love Songs Universal Music (UMG) | Erstveröffentlichung: 23. September 2013 |

## Promoveröffentlichungen
| Jahr | Titel Album                                                                              | Anmerkungen                                               |
| ---- | ---------------------------------------------------------------------------------------- | --------------------------------------------------------- |
| 1988 | Little Wing Layla and Other Assorted Love Songs                                          | Erstveröffentlichung: August 1988 Original: Jimi Hendrix  |
| 2011 | Got to Get Better in a Little While Layla and Other Assorted Love Songs (Deluxe Edition) | Erstveröffentlichung: 16. April 2011 RSD-Veröffentlichung |

## Sonderveröffentlichungen

### Alben
| Jahr | Titel Musiklabel                              | Anmerkungen                                                |
| ---- | --------------------------------------------- | ---------------------------------------------------------- |
| 1974 | Superstarshine, Vol. 33 RSO Records (Polydor) | Erstveröffentlichung: 1974 Teil der „Superstarshine“-Reihe |

### Lieder
| Jahr | Titel Soundtrack                                             | Anmerkungen                             |
| ---- | ------------------------------------------------------------ | --------------------------------------- |
| 1974 | Layla Stardust                                               | Erstveröffentlichung: 25. Oktober 1974  |
| 1987 | Layla Private Investigations                                 | Erstveröffentlichung: 1987              |
| 1990 | Layla (Piano Exit) GoodFellas – Drei Jahrzehnte in der Mafia | Erstveröffentlichung: 1990              |
| 1998 | Bell Bottom Blues Patch Adams                                | Erstveröffentlichung: 22. Dezember 1998 |
| 2018 | Bell Bottom Blues Life in 12 Bars                            | Erstveröffentlichung: 8. Juni 2018      |
| 2018 | High Life in 12 Bars                                         | Erstveröffentlichung: 8. Juni 2018      |
| 2018 | Layla Life in 12 Bars                                        | Erstveröffentlichung: 8. Juni 2018      |
| 2018 | Little Wing (Live at Fillmore East) Life in 12 Bars          | Erstveröffentlichung: 8. Juni 2018      |
| 2018 | Nobody Knows You When You’re Down and Out Life in 12 Bars    | Erstveröffentlichung: 8. Juni 2018      |
| 2018 | Thorn Tree in the Garden Life in 12 Bars                     | Erstveröffentlichung: 8. Juni 2018      |

## Statistik

### Chartauswertung
|                     | DE    | UK    | US    |
| ------------------- | ----- | ----- | ----- |
| Nummer-eins-Alben   | DE—DE | UK—UK | US—US |
| Top-10-Alben        | DE—DE | UK—UK | US—US |
| Alben in den Charts | DE1DE | UK2UK | US2US |

|                       | DE    | UK    | US    |
| --------------------- | ----- | ----- | ----- |
| Nummer-eins-Singles   | DE—DE | UK—UK | US—US |
| Top-10-Singles        | DE—DE | UK1UK | US1US |
| Singles in den Charts | DE—DE | UK1UK | US2US |

### Auszeichnungen für Musikverkäufe
| Goldene Schallplatte - Italien - 2024: für die Single Layla - Spanien - 2024: für die Single Layla | 2× Platin-Schallplatte - Neuseeland - 2023: für die Single Layla |

Anmerkung: Auszeichnungen in Ländern aus den Charttabellen bzw. Chartboxen sind in ebendiesen zu finden.
| Land/RegionAuszeichnungen für Musikverkäufe (Land/Region, Auszeichnungen, Verkäufe, Quellen) | Gold     | Platin     | Verkäufe  | Quellen             |
| -------------------------------------------------------------------------------------------- | -------- | ---------- | --------- | ------------------- |
| Italien (FIMI)                                                                               | Gold1    | —          | 50.000    | fimi.it             |
| Neuseeland (RMNZ)                                                                            | —        | 2× Platin2 | 60.000    | radioscope.co.nz    |
| Spanien (Promusicae)                                                                         | Gold1    | —          | 30.000    | elportaldemusica.es |
| Vereinigte Staaten (RIAA)                                                                    | 2× Gold2 | —          | 1.000.000 | riaa.com            |
| Vereinigtes Königreich (BPI)                                                                 | Gold1    | Platin1    | 1.100.000 | bpi.co.uk           |
| Insgesamt                                                                                    | 5× Gold5 | 3× Platin3 |           |                     |